# Kuba-Kranich
Der Kuba-Kranich (Antigone cubensis, Syn.: Grus cubensis) ist eine ausgestorbene Kranich-Art, die vom Mittelpleistozän bis zum Beginn des Holozäns auf Kuba vorkam. Das umfangreiche Typusmaterial, das aus über 450 Schädel- und Skelettüberresten besteht, wurde im Sommer 1967 vom deutschen Paläontologen Karlheinz Fischer vom Museum für Naturkunde der Humboldt-Universität zu Berlin und seinen Kollegen von der Universität von Havanna in der Karsthöhle Pío Domingo in der Nähe des Dorfes Sumidero in der westkubanischen Provinz Pinar del Río entdeckt. Weiteres Material stammt aus der Sandoval-Höhle bei Caimito in der Provinz Artemisa, aus der Indio-Höhle bei San José des las Lajas in der Provinz Mayabeque und vom Fundort Las Breas de San Felipe in der Provinz Matanzas.

## Merkmale
Der Kuba-Kranich war größer als der Schreikranich (Grus americana), der Kanadakranich (Antigone canadensis) und der ebenfalls ausgestorbene Bermuda-Kranich (Grus latipes). Weitere Unterscheidungsmerkmale sind der viel breitere Schnabel, die stämmigen Unterschenkel und das reduzierte Brust- und Flugskelett, was eine Flugunfähigkeit vermuten lässt. Die Oberarmknochengröße ist im Durchschnitt die gleiche wie bei Grus latipes, aber der Humeruskopf ist niedriger und nicht so hervorstehend. Der Deltoidkamm erscheint niedriger, dafür länger. Der Carpometacarpus ist etwas kürzer und schwächer ausgebildet. Der Tarsometatarsus ist insgesamt größer, länger und stärker. Verglichen mit dem Kranich (Grus grus) ist der Schädel bedeutend größer und der Hirnschädel etwas breiter. Das Brustbein zeigt nur eine mäßige Aushöhlung der Crista für die Luftröhre.

## Möglicher Vorfahre
Im Jahr 2001 beschrieben Storrs Lovejoy Olson und Pamela C. Rasmussen die Überreste einer großen Kranich-Art aus den Pliozän-Ablagerungen der Fossillagerstätte Lee Creek Mine in North Carolina. Sie bezeichneten die Art vorläufig als Grus aff. antigone. Die Länge des Tibiotarsus entspricht in etwa der des Saruskranich (Antigone antigone). 1995 beschrieb Steven D. Emslie den Tibiotarsus einer großen Kranichart aus dem Pleistozän der Fossillagerstätte Leisy Shell Pit in Hillsborough County, Florida. Auch dieser Knochen entspricht der Größe des Tibiotarsus vom Saruskranich. Er zeigt jedoch auch Ähnlichkeiten mit dem Tibiotarsus des Kuba-Kranichs. Der kubanische Paläontologe William Suárez vermutet, dass sich ein dem Saruskranich ähnlicher nordamerikanischer Kranich über Florida nach Kuba ausbreitete und dort seine Flugfähigkeit einbüßte.

## Verlust der Flugfähigkeit
Kuba war im Pleistozän eine kleinere Insel als in der heutigen Zeit. Die Pluvialzeit schuf in den Sumpfregionen geeignete Lebensbedingungen. Da große Raubsäuger als Fressfeinde fehlten, konnte diese Kranichart ihre Kräfte für Flugleistungen einsparen und verlor somit nach und nach ihre Flugfähigkeit. Gleichzeitig kam es zu einer Zunahme der Körpergröße und des Körpergewichtes.

## Aussterben
Der Kuba-Kranich starb möglicherweise im frühen Holozän aus, als die ersten Menschen Kuba besiedelten und flugunfähige Vögel, wie die Rallenart Nesotrochis picapicensis aber auch der Kuba-Kranich eine einfach zu erlegende Beute waren. Heute kommt die Unterart Antigone canadensis nesiotes des Kanadakranichs auf Kuba vor.